# 国分寺 (橿原市)
国分寺（こくぶんじ）は、奈良県橿原市八木町二丁目にある浄土宗の寺院。山号は勝満山、別名は満法院（まんぽういん）。

## 歴史
本尊の阿弥陀如来像および寺宝の十一面観音立像（重要文化財）は平安時代の作品とされている（ただし、十一面観音立像は元は附近の（補陀落山八木寺）延命院のものであったという）。江戸時代には高取藩の手厚い保護を受けた。宝暦11年（1761年）建立の本堂は平成15年（2003年）に焼失したが、重要文化財の仏像は収蔵庫に安置されていたため無事であった。
『寺田一生録』でその存在を辿れるのは天正年間までであるが、江戸時代に書かれた『大和志』で延喜式に記された大和国国分寺を通説であった東大寺ではなく、この寺であると比定して以後、いずれを国分寺とするかについての議論がある。実際に国分寺及びその周辺において古代に遡ることが可能な古瓦が出土されることや古代寺院の礎石と思われる石が残存していることから、全く根拠がない説とは言い難いが、今後の考古学的調査が必要とされるところである。

## 文化財
重要文化財
- 木造十一面観音立像 – 平安時代。一般には公開されていない。